# Pseudophoxinus minutus
Pelasgus minutus là một loài cá vây tia thuộc họ Cyprinidae.
Loài này có ở Albania và Macedonia.
Môi trường sống tự nhiên của chúng là sông ngòi, sông có nước theo mùa, và hồ nước ngọt.
Chúng hiện đang bị đe dọa vì mất môi trường sống.